# Annemarie Mol
Annemarie Mol (Landgraaf, 13 de setembro de 1958) é uma filósofa e etnógrafa holandesa. Ela é professora de Antropologia do Corpo na Universidade de Amsterdã. Em suas pesquisas, combina filosofia, sociologia médica, antropologia, estudos sociais da ciência e da tecnologia, teoria social e epistemologia feminista. Do ponto de vista de uma antropóloga, estuda como lidamos com nossos corpos e nossas doenças a partir das práticas. Mol contribuiu com a teoria ator-rede, o feminismo de ciência, tecnologia e medicina. Sua abordagem atenta a essas questões influencia e inspira pesquisadores de todo o mundo.

## Realizações
Annemarie Mol estudou medicina e filosofia na Universidade de Utrecht. Em 1989, concluiu o doutorado em filosofia pela Universidade de Groningen, em 1989. Entre 1990 e 1995, trabalhou como pós-doutoranda na Universidade de Maastricht e na Universidade de Utrecht. Em 1996, foi nomeada Socrates Professor of Political Philosophy e pesquisadora sênior na Universidade de Twente. Em 2008, assumiu a posição de Socrates Professor of Social Theory na Universidade de Amsterdã, e desde 2010 é professora de Antropologia do Corpo na instituição.
Foi contemplada com o financiamento Constantijn & Christiaan Huijgens Grant da NWO, em 1990, para desenvolver o livro Differences in Medicine. Em 2010, ela foi premiada com uma Bolsa Avançada do Conselho Europeu de Pesquisa para desenvolvr o projeto de pesquisa The Eating Body in Western Practice and Theory.
Em seu livro The body multiple: ontology in medical practice, Mol explorou a noção de performação (enacting) nas práticas de saúde, defendendo que as realidades são forjadas por meio dessas práticas. Ela observou que, à medida que as práticas variam, as realidades também se diversificam. O corpo, como ela expressou, é múltiplo: é mais que um, mas também é menos que muitos (já que as diferentes versões do corpo também se sobrepõem nas práticas de saúde). Este é um argumento empírico sobre ontologia, o ramo da filosofia que explora o ser, a existência ou as categorias do ser. Como parte dessa discussão, Mol também desenvolveu a noção de política ontológica, argumentando que, como as realidades ou as condições de possibilidade variam entre as práticas, isso significa que elas não são dadas, mas estão em constante tensão e podem ser alteradas.
Já em The Logic of Care: Health and the Problem of Patient Choice, Mol menciona e se contrapõe à forma como a palavra “paciente” tem, de início, uma associação com passividade e subordinação ao modelo biomédico. Ela escreve sobre "pacientes ativos", pois, embora o médico possa “prescrever” pílulas, o paciente é a pessoa que tem que “tomá-las”, lembrá-las, encontrá-las e engoli-las. A autora argumenta ainda que as pessoas não “usam” cuidados em saúde, eles “fazem” cuidados em saúde. Isso porque elas estão participando ativamente de todo o processo. No livro, se posiciona contra o modelo liberal do tomador de decisões racionais. Em vez de ter que se encaixar no modelo de cliente ou cidadão, sugere que pacientes devem ser levados a sério como são, como pessoas que estão lidando com uma doença que causa problemas que tentam aliviar e seguir vivendo de alguma maneira. A temática das práticas de cuidado também é central no livro Care in Practice, organizado com Ingunn Moser e Jeannette Pols.
O livro Complexities: Social Studies of Knowledge Practices, organizado com John Law, explora as contribuições dos estudos sociais da ciência e tecnologia para entender as complexidades das interações entre humanos e não humanos em diversos contextos. Através de estudos de caso e outras análises, os autores destacam como esta perspectiva oferece possibilidades para desvendar as redes de influência e agência entre elementos sociais, técnicos e materiais. O livro enfatiza a importância de examinar as conexões entre diferentes e agentes para entender como as relações se formam e como as ações são mediadas por uma rede complexa de fatores.
Em Differences in Medicine, livro organizado com Marc Berg, é questionado o fato de a medicina ocidental – especialmente em contraste com as tradições de prática médica não-ocidentais – ser amplamente considerada como um campo coerente e unificado no qual crenças, definições e julgamentos são partilhados. O conjunto de ensaios apresentam as maneiras significativamente variadas pelas quais os praticantes da medicina ocidental “convencional” lidam com corpos, estudam resultados de testes, configuram estatísticas e conversam com pacientes. Revelando as maneiras pelas quais os corpos e as vidas das pessoas são construídos como objetos médicos por profissionais, tecnologias e livros didáticos, o livro convida à discussão sobre os usos do corpo na medicina e na prática da ciência.
No livro Ziek is het woord niet ("Doente não é a palavra"), Mol e Peter van Lieshout argumentam que o termo medicalização não se encaixa muito bem no que aconteceu com o sistema de cuidados em saúde holandesa de 1945 até 1985. Quando usado pela primeira vez, o termo “medicalização” não foi utilizado só para falar sobre o monopólio da medicina. Foi usado mais particularmente para designar os vários comportamentos que foram condenados anteriormente por “motivos morais” (como por ter relações homossexuais ou por se engravidar antes de se casar) e que aos poucos foram chamados de desvios. Tornaram-se um “problema médico”, mas ainda não aceitos. O que os autores observaram nos jornais médicos holandeses analisados foi que, nos anos 1960 e depois, médicos generalistas e profissionais em saúde mental tornaram-se reflexivos sobre isso e tentaram limitar e restringir o domínio deles. Eles não queriam medicalizar. Inclusive, eles pararam de chamar homossexuais e mães solteiras de perversos com bastante rapidez.
Mol é membro da Academia Real das Artes e Ciências dos Países Baixos desde 2013.
Mol escreveu e trabalhou com uma série de acadêmicos, incluindo Ingunn Moser e Jeannette Pols, John Law e Marc Berg.
Em uma palestra recente, Mol relaciona o conceito de globalização às interconexões da natureza.

## Prêmios
- 2012 - Prêmio Spinoza da Organização Neerlandesa para a Pesquisa Científica (NWO).[2]
- 2004 - Prêmio Ludwik Fleck da Sociedade de Estudos Sociais da Ciência por seu livro The Body Multiple.[14]
- 1990 - Prêmio Dr. R.J. van Helsdingen da Sociedade Holandesa de Psiquiatria e Filosofia por Ziek is het Woord niet.[15]

## Escritos
- Mol, Annemarie; Berg, Marc (1998). Differences in medicine: unraveling practices, techniques, and bodies. Durham, North Carolina: Duke University Press. ISBN 9780822321743 (em inglês)
- Mol, Annemarie; Law, John (2002). Complexities: social studies of knowledge practices. Durham, North Carolina: Duke University Press. ISBN 9780822328469 (em inglês)
- Mol, Annemarie (2002). The body multiple: ontology in medical practice. Durham, North Carolina: Duke University Press. ISBN 9780822329176 (em inglês)
- Mol, Annemarie (2008). The logic of care: health and the problem of patient choice. London New York: Routledge. ISBN 9780415453431 (em inglês)
- Mol, Annemarie (2021). Eating in Theory. Durham: Duke University Press. ISBN 9781478010371 (em inglês)[16]

Em português
- Cortes de carne: desenredando natureza-culturas ocidentais. Revista Tecnologia e Sociedade, 15(35), 2019.[17]
- Política ontológica: algumas ideias e várias perguntas. In: Nunes, João Arriscado; Roque, Ricardo (Orgs.). Objectos impuros: experiências em estudos sociais da ciência. Cap. 2. Porto: Edições Afrontamento, 2008.[18]

Entrevista
- Corpos múltiplos, ontologias políticas e a lógica do cuidado: uma entrevista com Annemarie Mol. Interface – Comunicação, Saúde, Educação, 22(64), 295-305.[8]

## Entrevistas e palestras em vídeo
- Mol, Annemarie (2013); Whats Methods Do (O que os métodos fazem). Palestra organizada por Alexander von Humboldt: YouTube. 1:15:33 de duração.[19] (em inglês)